# Велосипед с гидравлическим приводом
Велосипед с гидравлическим приводом — класс велосипедов, в которых передача крутящего момента от кареточного узла (педалей) к колесу происходит через гидравлическую систему, вместо цепи или вала. Механически каретка и ведущее колесо велосипеда не связаны.
Гидравлическая система состоит из насоса, гидромотора и трубопроводов. В качестве насоса также могут выступать гидромашины разнообразных конструкций, например пластинчатая гидромашина.